# Творчество и психические расстройства
Многочисленные исследования продемонстрировали корреляции между творчеством и психическими расстройствами. Раздел психопатологии, занимающийся исследованием всякой патологии, связанной и сопровождаемой (так или иначе) с творчеством и с творческой личностью, а также описанием психомеханизма творческих процессов, называется эвропатологией.

## История
Ассоциативная связь между биполярным расстройством и творчеством впервые запечатлена в литературе в 1970 году, но сама идея корреляции между понятиями «безумие» и «гений» намного старше. Эта идея появилась ещё во времена Аристотеля. Древние греки верили, что творчество — дар богов или Муз (девяти дочерей царя богов Зевса), которые являются мифическим олицетворением искусств и наук. Похожего взгляда на искусство, развивающееся само по себе, а не благодаря сознательной мысли и усилиям разума, придерживались в романтическую эпоху. Существовало предположение, что между творчеством и биполярным расстройством есть связь, и доказательством этому было то, что сильные депрессивные состояния значительно чаще встречаются среди драматургов, романистов и художников.
Так, в некоторых случаях психическое расстройство позволяет творческим людям создавать произведения искусства и может служить для них источником вдохновения. В качестве примера можно привести свидетельства страдающих психозом, которые отмечают, что они могут видеть мир по-новому, то есть в буквальном смысле, видеть то, что другие не в состоянии.

## Творческие способности и психические расстройства
Исследование психолога Джана Филиппа Раштона доказало, что существует корреляция между творчеством и интеллектом. В другом исследовании показано, что творческий потенциал в большей степени может быть присущ личности с шизотипическим расстройством, чем здоровым людям или больным шизофренией.
Долгое время существовало суждение, согласно которому префронтальная кора головного мозга имела двустороннюю активность, однако было установлено, что у шизотипических личностей активность правой префронтальной коры головного мозга гораздо более выражена. Это исследование предполагает, что такие люди лучше справляются с активацией обоих полушарий, что позволяет им выстраивать новые ассоциативные ряды значительно быстрее. В соответствии с этой гипотезой, амбидекстрия также присуща личностям с шизотипическим расстройством или шизофренией. Три последние исследования Марка Батеу и Адриана Фурнхама продемонстрировали связь между людьми с шизотипическими расстройствами и с гипоманиакальным синдромом и творческим потенциалом.
Особенно тесные связи были определены между творчеством и перепадами настроения, в частности, с биполярным аффективным расстройством и депрессивным расстройством (оно же монополярное расстройство). В книге «Прикоснувшийся к огню: Маниакально-депрессивный психоз и артистический темперамент» (англ. Touched with Fire) Кей Редфилд Джеймисон обобщает исследования расстройства настроения у писателей, поэтов и художников. Она также изучает расстройства настроения у таких известных творческих людей, как Эрнест Хемингуэй (писатель застрелился после курса электросудорожной терапии), Вирджинии Вулф (писательница утопилась, после того как впала в глубокую депрессию), Роберт Шуман (композитор пытался покончить с собой и умер в психиатрической больнице), и даже знаменитый художник Микеланджело.
Исследование 300 000 человек, страдающих шизофренией, биполярным расстройством или монополярной депрессией, и их родственников, дало новое представление о творческой профессии больных людей, а также об их братьях и сестрах, у которых не были диагностированы шизофрения или биполярное расстройство. Так, исследование показало, что нет никакой связи между теми, кто страдает шизофренией или монополярной депрессией, и их родственниками.
Другое исследование корреляций между творческими профессиями и психическими расстройствами, в котором приняло участие более одного миллиона человек, провели шведские специалисты в Каролинском институте. Изучение ряда факторов показало, что писатели имели более высокую предрасположенность к биполярному расстройству, шизофрении, монополярной депрессии, злоупотреблением алкоголем или другими психоактивными веществами и более склонны к совершению самоубийства. Танцоры и фотографы также более предрасположены к биполярному расстройству.
В журнале «Психиатрические исследования» сообщается, что личности творческой профессии не имеют прямую предрасположенность к психическим расстройствам, хотя, скорее всего, у них есть близкий родственник с подобным расстройством, в том числе, больной анорексией или аутизмом.
По мнению психолога, доктора Роберта Эпштейна, процесс творчества может быть затруднён под влиянием стресса.

## Позитивное настроение, психические расстройства и творчество
Исследования, направленные на изучение связи между настроением и творчеством, показывают, что люди больше всего проявляют творческие способности, когда они находятся в хорошем настроении, и что обострение психических расстройств таких, как депрессия или шизофрения, напрямую уменьшает творческую активность. У работающих в сфере искусства на протяжении всей жизни могут быть материальные проблемы, склонность к злоупотреблению психоактивными веществами, психологические травмы, такие люди могут находиться в социальном отчуждении или ощущать, что их преследуют. Кроме того, у творческих личностей могут встречаться и другие подобные признаки, которые связаны с психическими расстройствами. Таким образом, можно предположить, что творчество связано с положительным настроением, счастьем и психическим здоровьем.

## Биполярное расстройство
Существует ряд типов биполярного расстройства. Люди с биполярным расстройством первого типа испытывают тяжелые виды мании и депрессии, при которых чередуются периоды хорошего самочувствия и обострения болезни. При тяжёлых маниакальных эпизодах люди не в состоянии выражать свою повышенную чувствительность и оригинальные идеи в практическом виде. Личности с биполярным расстройством второго типа испытывают средние периоды гипомании, во время которых мыслительные процессы протекают быстрее, и выше способность принимать более подробную информацию. Такие индивиды могут преобразовывать свои мысли в произведения искусства, поэзию или дизайн.

## Творчество и психопатология
Есть предположение, что многие известные гениальные личности пострадали от биполярного расстройства. Людвиг ван Бетховен, Вирджиния Вулф, Эрнест Хемингуэй, Исаак Ньютон, Джуди Гарленд и Роберт Шуман — только некоторые люди, чья жизнь была исследована в попытке обнаружить признаки расстройства настроения. Во многих случаях творчество и психопатология обладают общими признаками, например, такими, как склонность к нестандартному мышлению, полёт мысли, ускоренный мыслительный процесс и повышенное восприятие зрительных, слуховых и соматических раздражителей. Существует предположение, что психические расстройства, связанные с рядом психотических симптомов, таких как биполярное расстройство первого типа, могут быть возможным объяснением поведения таких личностей как Авраам, Моисей, Иисус и Святой Павел.

## Творчество и эмоции биполярного расстройства
Многие люди с биполярным расстройством во время депрессивных и маниакальных фаз могут чувствовать сильные эмоции, которые потенциально помогают им создавать произведения искусства. При гипоманиакальных и маниакальных состояниях теряется ощущение страха и индивидуумы становятся более смелыми и отважными. Как следствие, творческие люди обычно обладают личными качествами и характеристиками, которые имеют связь с психическими расстройствами. Частота и интенсивность проявления этих психопатологических симптомов меняется в зависимости от величины и области творческих достижений. Однако эти признаки и полная психопатология клинически-маниакального эпизода не одно и то же, так как последняя по определению влечет за собой серьёзное ухудшение состояния человека.

## Посмертный диагноз
В книге Кей Редфилд Джеймисон «Прикоснувшийся к огню: Маниакально-депрессивный психоз и артистический темперамент» приводятся примеры того, что некоторым творческим людям посмертно ставился диагноз биполярного или монополярного расстройства, который основывался на фактах их биографии, письмах, корреспонденции или других материалах. В том же источнике был представлен аргумент в пользу того, что биполярное и другие аффективные расстройства схожи по своей природе, и могут быть диагностированы у большинства людей творческих профессий таких, как актёры, художники, комедианты, музыканты, авторы, исполнители и поэты.

## Положительная корреляция
Некоторые современные клинические исследования также показывают, что существует положительная корреляция между творчеством и биполярным расстройством, хотя точная связь между ними пока недостаточно изучена.

## Другие исследования
Во время исследования, проведенного в 2005 году в Стэнфордском университете, измеряли творческие способности детей, для этого показывали фигуры различной сложности и симметрии и просили описать их. Эксперимент показал, что группа детей, которые имеют высокую вероятность биполярного расстройства, как правило, не любят простые или симметричные фигуры. Дети, у которых не было диагностировано нарушений, но чьи родители имели биполярное расстройство, также отрицательно реагировали на простые или симметричные фигуры.

## Современные культурные точки зрения
В книге «Пытливые художники», написанной журналистом Кристофером Зарой, показаны типичные черты характера творческого человека, независимо от того, в какой бы области искусства он проявляет себя. Люди, о которых говорится в книге, внесли большой вклад в соответствующих областях искусства (Чарльз Шульц, Чарли Паркер, Ленни Брюс, Микеланджело, Мадонна, Энди Уорхол, Эми Уайнхаус и десятки других). В каждом случае, автор пытается показать связь между искусством и личным страданием творческой личности.

## Известные личности
У Джеймса Джойса была дочь, которая была больна шизофренией и имела многие шизотипические черты. У Альберта Эйнштейна был сын, больной шизофренией. В семье Бертрана Рассела многие имели шизофрению или психоз: тётя философа, дядя, сын и внучка. У Уинстона Черчилля, Винсента Ван Гога и Эдгара По, как полагают учёные, также были биполярные расстройства. Рэп-исполнитель Канье Уэст тоже имеет биполярное расстройство. Роман Джоанн Гринберг «Я никогда не обещал вам сад из роз» является автобиографическим повествованием о её подростковых годах в Честнат Лодж, где она занималась с доктором Фридой Фромм-Райхман. В то время у будущей писательницы диагностировали шизофрению, хотя два психиатра, которые изучали книгу Гринберг, в 1981 году пришли к выводу, что она не шизофреник, но имела тяжёлую депрессию и соматические заболевания. В романе постоянно прослеживается контраст между психическим расстройством главной героини и её художественными способностями. Гринберг была твердо убеждена, что её творческий потенциал процветал, но это не было связано с её состоянием.